# 阿卜德爾哈菲德·本沙布拉
阿卜德爾哈菲德·本沙布拉（1986年9月26日—）是一名阿爾及利亞拳擊運動員，曾代表國家參加2012年倫敦奧運的男子拳擊次重量級比賽，並未獲得獎牌。他也曾參加2007年、2011年、2015年和2019年非洲運動會，其中2007年非洲運動會獲得銀牌，其餘三屆非洲運動會均獲得金牌。